# Zenit Iżewsk
Zenit Iżewsk («Зени́т-Ижевск») – rosyjski klub piłkarski z miasta Iżewsk w Udmurcji.
Klub powstał w 2011 roku po przeformowaniu innego klubu z Iżewska - Sojuz-Gazpromu.